# Мехмет Оз
Мехмет Оз (тур. Mehmet Öz, англізоване як Oz) — американський лікар турецького походження, ведучий популярної телепередачі «Шоу доктора Оза» («Dr. Oz. Show»).

## Біографія
Мехмет Оз народився в 1960 році в американському штаті Огайо в сім'ї турецьких іммігрантів. 1955 року його батько, Мустафа Оз, отримав грант, який дозволив йому підвищити кваліфікацію та практикувати у Сполучених Штатах. Його мати, Суна Оз, походила з багатої сім'ї стамбульського фармацевта.
Мехмет Оз закінчив Гарвардський університет і отримав докторський ступінь в університеті Пенсільванії. З 2001 року очолював хірургічний відділ Колумбійського університету і викладав у Нью-Йоркському Пресвітеріанському госпіталі.

## Телебачення
Починаючи з 2001 року, Оз регулярно з'являється на телебаченні, радіо та інших засобах масової інформації. Протягом п'яти сезонів він вів медичну рубрику у знаменитому шоу Опри Вінфрі. Його запрошували на такі популярні ТВ-шоу як "Вечір з Ларрі Кінгом ", "Доброго ранку, Америка ", "Сьогодні" і т. д. 10 років, до 2022 вів власну програму — «Шоу доктора Оза». Він також є автором книг: «ТИ: інструкція із застосування», «ТИ: на дієті», «ТИ: залишаєшся молодим» та інші.

## Премії та нагороди
У 2008 році популярний журнал TIME поставив його на 44 місце в списку «100 найвпливовіших людей світу», а журнал Esquire включив його до списку «Найвпливовіших людей XXI століття» (75 місце).
Інші премії та нагороди:
- Включено до списку найкращих лікарів року за версією журналу New York Magazine[17]
- Список 500 найвпливовіших мусульман світу у 2009 р.[18]
- Денна премія «Еммі» за найкраще ток-шоу (2010, 2011)
- Денна премія Еммі за найкраще інформаційне ток-шоу (2011, 2012, 2013)

## Родина
Оз живе в Нью-Джерсі зі своєю дружиною Лізою, на якій він одружений з 1985. У них четверо дітей: Дафні, Арабелла, Зої та Олівер. Оз вільно говорить англійською та турецькою мовами і має подвійне громадянство: турецьке та американське.